# قزل‌قلعه (شوط)
قزل قلعه یا بابورکرد روستایی در دهستان یولاگلدی بخش مرکزی شهرستان شوط استان آذربایجان غربی ایران است.

## جمعیت
بر پایه سرشماری عمومی نفوس و مسکن در سال ۱۳۹۵ جمعیت این روستا ۲۳۱ نفر (۵۰خانوار) بوده‌است.